# Anders Berglund (ishockeyspelare född 1961)
Anders Berglund, född 20 januari 1961, är en svensk före detta professionell ishockeyspelare (forward). Han har spelat för Brynäs IF, Malmö IF, IF Troja-Ljungby och Västerås IK under sin spelarkarriär.
Anders är far till ishockeyspelaren Patrik Berglund.